# 崔光遠
崔 光遠（さい こうえん、生年不詳 - 761年）は、唐代の官僚・軍人。本貫は滑州霊昌県。

## 経歴
洛州司功参軍の崔悦（崔敬嗣の子）の子として生まれた。成長すると、その身長は6尺あまりで、その瞳は白黒がはっきり分かれていた。光遠は若くして州県に歴任した。開元末年、唐安県令に任じられた。楊国忠とは博徒として互いに気が合った。左賛善大夫に累進した。天宝11載（752年）、京兆尹の鮮于仲通に推挙されて長安県令となった。天宝14載（755年）、京兆少尹に転じた。この年、吐蕃への弔問の使節をつとめた。天宝15載（756年）5月、帰国した。潼関が安禄山の反乱軍に攻め落とされ、玄宗が蜀に避難することになると、光遠は京兆尹となり、御史中丞を兼ね、西京留守採訪使として長安に留まるよう命じられた。玄宗が出発すると、民衆が宮中に乱入して、左蔵大盈庫の物を取り、放火した。朝から昼にかけて、火勢が強くなり、さらに紫宸殿や興慶殿に及ぼうとした。光遠は中官将軍の辺令誠とともに人々に号令して鎮火にあたり、府県の官に宮殿を分守させて、十数人を殺して乱を鎮圧させた。光遠は息子を洛陽に派遣して安禄山と会見させ、光遠は安禄山から京兆尹の官を安堵された。先立って安禄山は張休を京兆尹として十数日経っていたが、光遠が帰順すると、張休を召還して洛陽に帰らせた。
至徳元載（同年）8月、同羅が安禄山に叛き、安神威が死去して長安が混乱すると、光遠は長安県令の蘇震らとともに長安を脱出した。夜間に咸陽を過ぎ、霊武の粛宗のもとに到着した。御史大夫に任じられ、京兆尹を兼ね、そのまま渭北で民衆や官吏の唐に帰順した者たちを召集した。ときに反乱軍が涇陽の境を略奪し、光遠の陣営から40里離れた僧寺に居座って連夜の宴会にふけっていた。光遠はこの情報を探知すると、兵2000を率いて夜間に襲撃し、反乱兵2000人あまりを殺した。至徳2載（757年）、粛宗に扈従して長安に帰ると、論功行賞により、特進の位を受け、礼部尚書となり、鄴国公に封じられた。
乾元元年（758年）、光遠は御史大夫を兼ねた。5月、河南節度使となった。8月、張鎬に代わって汴州刺史となり、汴州防禦使を兼ねた。郭子儀が衛州で反乱軍と戦うと、光遠は汴州の軍1000人を率いて黄河を渡り郭子儀を救援した。12月、蕭華に代わって魏州刺史となり、魏州節度使をつとめた。光遠は将軍の李処崟に反乱軍を防がせたが、李処崟は敗れて逃げ帰った。反乱軍が李処崟を追って城下にやってくると、光遠は李処崟を腰斬した。李処崟は戦いを得意とし勇敢であったので、かれが死ぬと、人々は危惧を抱いた。魏州城は安禄山の乱以来、袁知泰・能元皓らが修築して、堅城を誇っていたが、光遠は守ることができず、夜間に包囲を脱出して、黄河を渡って逃げ帰った。粛宗は光遠の罪を問わず、太子少保に任じた。
襄州の将士の康楚元・張嘉延が人々を率いて反乱を起こし、荊州・襄州・澧州・朗州などを攻め落とした。光遠は御史大夫を兼ね、持節・荊襄招討使となり、山南東道処置兵馬使をつとめて、反乱の鎮圧にあたった。乾元3年（760年）、鳳翔尹に任じられ、鳳翔隴右観察使をつとめた。先立って鳳翔府・隴州の官吏の郭愔らが反乱を起こし、州県を略奪し、5カ所の堡を建造していた。光遠は判官・監察御史の厳侁を派遣してかれらを降伏させた。光遠は晩年には博打や酒を好んで、軍事を見なかった。上元元年（同年）冬、郭愔らがひそかに党項や奴剌・突厥と結んで韋倫を秦州・隴州で撃破し、監軍使を殺し、黄戍を攻撃した。粛宗は光遠を召還し、李鼎を光遠に代えて鳳翔尹とした。上元2年（761年）、光遠は御史大夫を兼ねたまま、成都尹を兼ね、剣南節度営田観察処置使をつとめた。段子璋が反乱を起こし、東川節度使の李奐が敗走して光遠のもとに逃れると、光遠は部将の花敬定らを率いて反乱の鎮圧にあたった。光遠の将士は略奪をほしいままにし、婦人が金銀の腕輪を持っていれば、兵士はその腕を斬って奪い取り、数千人を殺したが、光遠はその暴行を禁止することができなかった。粛宗が監軍官を派遣してその罪を取り調べると、光遠は憂憤のあまり病にかかり、10月に死去した。

## 伝記資料
- 『旧唐書』巻111 列伝第61
- 『新唐書』巻141 列伝第66